# جزر ماريانا الشمالية
جزر ماريانا الشمالية (بالإنجليزية: Northern Mariana Islands)‏ وتسمى رسميًا كومنولث جزر ماريانا الشمالية هي دولة كومنولث متحدة سياسيًا مع الولايات المتحدة والتي تملك موقعًا استراتيجيًا غرب المحيط الهادئ وتتألف من 15 جزيرة تقع في الربع الأخير من الطريق من هاواي إلى الفلبين.
تقع جزر ماريانا الشمالية بين مجموعة من الجزر حيث تحدها اليابان من جهة الشمال، وجزر هاواي من الشرق وكما يحدها إقليم غوام من الجنوب، وأخيرًا تحدها الفلبين من جهة الغرب .
تبلغ مساحة جزر ماريانا الشمالية حوالي 795 كلم مربع، وهو ما يعادل تقريبًا ثلاث مرات مساحة واشنطن عاصمة الولايات المتحدة الأمريكية، ويتم استغلال ما معدله 19% من المساحة الإجمالية للجزيرة كمراع خضراء لمواشي الجزيرة بينما يستغل حولي 21% كأراض زراعية، في حين تستغل بقية المساحة والبالغة 60% في مجالات مختلفة ومتعددة.
تعتبر العاصمة سايبان من أهم المدن في إقليم جزر ماريانا الشمالية والتي بلغ عدد سكانها حوالي 38.896 ألف نسمة حسب تعداد سنة 1990، فيما بلغ عدد السكان الكلي لإقليم جزر ماريانا الشمالية ما مجموعه 84,546 ألف نسمة وفق إحصاء سنة 2007 بعدما كان 69,221 عام 2000 وهم من عرقيات وإثنيات مختلفة، وتنحدر الأغلبية العظمى من سكان الجزيرة من أصل الشامورو Chamorro.
يتقن أغلبية سكان جزر ماريانا الشمالية اللغة الإنجليزية إلا أن نسبة 86% منهم لا يستعملونها في منازلهم، أما الديانة الأكثر انتشارًا في جزر ماريانا الشمالية فهي المسيحية الكاثوليكية.
سياسيًا تتبع جزر ماريانا الشمالية الولايات المتحدة الأمريكية، ولها دستور مستقل يحكم البلاد بدأ العمل به سنة 1986، ولجزر ماريانا حاكم يرأس البلاد وهو خوان بابوتا (Juan Babauta) والذي تم انتخابه سنة 2002، وتتكون الحكومة في هيكلتها من لجنة تنفيذية ينتخب أعضاؤها بالكامل ولجنة تشريعية تتكون من مجلس النواب ومجلس الشيوخ وأخيرًا لجنة قضائية تتكون من قضاة يعينون من طرف وزارة الداخلية الأمريكية.
اقتصاديًا تستعمل جزر ماريانا الشمالية الدولار الأمريكي كعملة رسمية لها، وقد تمكنت من تحقيق ميزان تجاري إيجابي إذ فاقت عائداتها التي بلغت 221 مليون دولار أمريكي مصاريفها التي بلغت 216 مليون دولار أمريكي، ويبلغ الناتج المحلي الإجمالي لجزر مارينا الشمالية 900 مليون دولار أمريكي، ومن أهم المحاصيل التي تنتجها جزر ماريانا الشمالية الغلال والخضر، أما أهم الصناعات التي تصنع في الجزيرة فهي صناعة البناء، وتصدر جزر ماريانا الشمالية الملابس التي تمثل معظم صادراتها الخارجية وتستورد المنتجات النفطية ومواد ومعدات البناء، ومن أهم الأطراف التي تتعامل معها جزر ماريانا تجاريًا الولايات المتحدة الأمريكية واليابان.
وقد نمت السياحة في جزر ماريانا الشمالية بشكل سريع، بل وأصبح العامل الرئيسي للدخل في الجزر، حيث أن نصف القوة العاملة في جزر ماريانا الشمالية تعمل في قطاع السياحة، ويبقى سياح دولتي اليابان وكوريا الجنوبية هما المهيمنين على مجمل السياح القادمين من خارج الجزر.
تملك جزر ماريانا الشمالية ما مجموعه 350 كيلومتر من الطرق السريعة التي تربط أرجاء الجزر ببعضها، وهي تملك أيضا على الرغم من صغر حجمها ثلاث مطارات حيوية تحتوي على مدارج معبدة حيث يبلغ طول المدرج في المطار الأول 3000 م بينما يملك الباقيان مدرجان يبلغ طول كل منهما 2000 م، بالإضافة لثلاثة مطارات إضافية لا تملك مدارج معبدة، وتملك جزر مارينا الشمالية مهبط للمروحيات.